# Руді Панкоу
Руді Панкоу — американський актор.  Він відомий своєю головною роллю Джей Джея Мейбенкса в підлітковому драматичному серіалі Netflix Зовнішні мілини, у якого наразі 4 сезони.

## Раннє життя
Руді народився та виріс у Кетчікані, Аляска. Він почав цікавитися акторською майстерністю та продюсуванням у середній школі через YouTube. Він навчався у середній школі Кетчікан, де грав у футбол та брав участь у змаганнях з перегонів. Спочатку Панков думав про навчання в кулінарній школі, але вирішив стати актором і приєднався до акторського інституту в 2016–2017 роках.
Після цього Руді вступив до Michael Woolson Studios, щоб удосконалити свої акторські здібності. Після закінчення акторського курсу він почав виступати в театрі, щоб отримати більше досвіду. Під час роботи в театрі він грав ролі в «Лускунчикі», «Мері Поппінс» та «Олівера Твіста».